# 马加良伊斯-迪阿尔梅达
马加良伊斯-迪阿尔梅达是巴西马拉尼昂州的一个市镇。总面积433.141平方公里，总人口14260人，人口密度32.9人/平方公里。